# Procès de Neuengamme

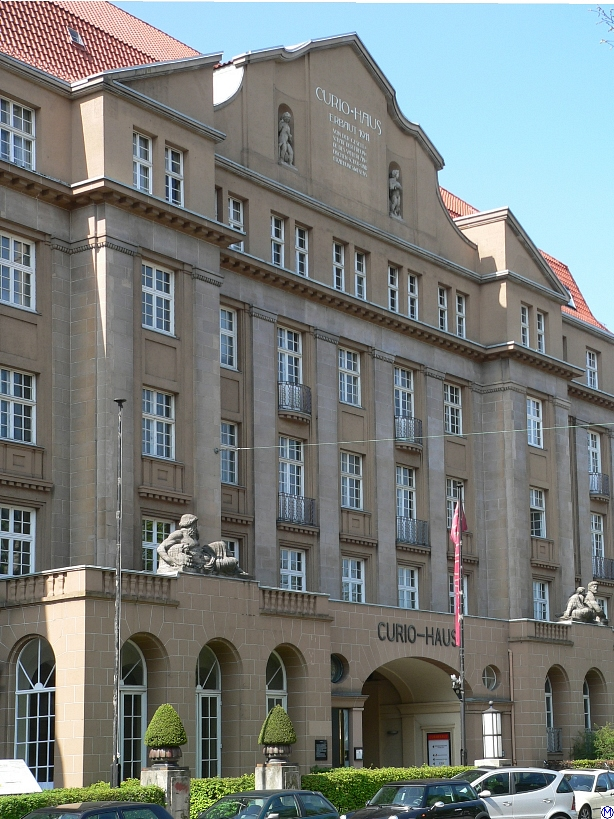
Le Curiohaus à Hambourg, qui hébergea la cour de justice.

Le procès de Neuengamme est le procès de 14 anciens membres de la SS du camp de Neuengamme, jugés par la cour britannique des crimes de guerre. Le procès se déroula du 18 mars 1946 au 13 mai 1946 au Curio-Haus à Hambourg, la grande ville du nord de l'Allemagne dont Neuengamme était le camp de concentration.

## La fin du camp
Les derniers mois sont terribles pour les déportés. Les autorités de Neuengamme vont exécuter jusqu’à la fin, puis procéder à des évacuations. Max Pauly, commandant depuis novembre 1943, ordonne mi-avril d'exécuter les enfants sur lesquels le Docteur SS Kurt Heißmeyer a pratiqué des expériences (inoculation de divers bacilles) dans le camp. Ces 20 enfants de 5 à 12 ans, biens nourris et bien logés dans le block 18 étaient arrivés d'Auschwitz en juillet 1944. Ils seront piqués à la morphine, puis pendus. Les SS procéderont à l'exécution de 58 hommes et 13 femmes du camp de concentration les 21 et 23 avril 1945.
En avril 1945, les Kommandos extérieurs sont rapatriés sur le KZ, sauf les malades, dirigés sur Bergen-Belsen. Le 15, un premier convoi part pour Ebensee, en Autriche. Il y arrivera le 1er mai après un périple le long du front. Puis, le 19 avril, trois convois partent du KZ pour Bergen-Belsen, Sandbostel et Lübeck. Le convoi vers Sandbostel n’atteint sa destination qu’après un périple de 735 kilomètres. Sandbostel est un camp de prisonniers de guerre, qui devient, à partir du 13 avril 1945, le point de rencontre des déportés évacués de Neuengamme et de plusieurs de ses Kommandos. Ils y arrivent si épuisés que la plupart ne survivent pas à l’épreuve. Lorsque Sandbostel est libéré, le 29 avril 1945, des centaines de corps jonchent le sol : d'autres, innombrables, sont entassés dans des fosses communes.
Le convoi pour Lübeck arrive le 20 avril dans le port. Les détenus sont transférés dans les cales des cargos Athen (2 300) et Thielbek (2 000), sans nourriture et sans eau les deux premiers jours. L'Athen transfère sa cargaison sur le Cap Arcona, un ancien paquebot, qui reçoit d'autres arrivages et finit par « héberger » 6 500 déportés gardés par 500 SS. Les Soviétiques restent dans les cales, sans vivres, sans eau, sans lumière et sans soins ; les autres sont répartis dans les secondes et troisièmes classes. Un quatrième navire, le Deutschland se trouve aussi dans la baie de Lübeck avec sa cargaison de détenus. Le 3 mai, l'Athen lève l'ancre et se dirige sur Neustadt. À 14 h 30 une escadrille de chasseurs bombardiers de la RAF attaque les bateaux. En 30 minutes, le Thielbeck coule : seules survivent 50 personnes. Puis c’est au tour du Deutschland; aucun survivant. Le Cap Arcona coule en laissant 150 survivants et 'Athen en réchappe par miracle. Le bilan est de 7 300 disparus déportés et 600 Allemands.
Les Britanniques entrent dans un camp vide le 4 mai 1945. Les documents compromettants ont été brûlés, la caserne a été nettoyée, la potence a été enlevée. Quatre officiers britanniques enquêteront sur les crimes commis dans le camp, et recueillent le témoignage de survivants du « comité des anciens prisonniers politiques ». Des documents dont un rapport trimestriel d'un médecin de Neuengamme sont retrouvés. Ces documents constitueront des preuves importantes lors du procès. En outre, les anciens prisonniers apportent une aide importante dans l'identification des auteurs.
Au total, 106 000 personnes furent déportées dont 55 000 moururent (soit 52 %).

## Le procès
Au cours du procès qui dura 39 jours, il y eut notamment un témoignage sur le massacre des vingt enfants perpétré dans l'ancienne école de Bullenhuser Damm en avril 1945 :

« Sauver les enfants était chose impossible, et leur injecter du poison était également impossible, car ils ont des artères trop petites. Les 20 enfants sont alors conduits dans un abri de bombardement installé dans les sous-sols. Trzebinski reste avec eux pour les calmer. Il leur dit qu’avant le voyage qui allait les libérer, ils allaient être piqués contre le typhus. Les malheureux petits tenaient serrés dans leurs bras leurs jouets et le petit ballot qui contenait tout leur pauvre bien. Ils s’assoient sur les bancs. Ils ont cinq à douze ans. Il fait nuit. L’un après l’autre, il les pique à la morphine. Au fur et à mesure qu’un enfant est injecté, il se roule dans une couverture. Petit à petit, la drogue faisant son effet, les enfants s’endorment...
Le sous-officier SS Framm emmène alors dix enfants, Trzebinski le suit dans une cave où une corde à nœud pend à un crochet. Framm passe le petit corps tout endormi dans la boucle et s’accroche à lui avec tout le poids de son corps, afin de hâter la mort. Trzebinski se sent mal et va dans la cour prendre l’air. Après une demi heure, il revient dans la cave où le corps inerte d’une petite fille pend à un crochet. Dans un coin gisent déjà trois cadavres. Quelque temps après, dans l’abri, il ne reste plus que vingt couvertures entrouvertes et les petits paquets entassés dans un coin. »

— D’après le témoignage de Trzebinski, Médecin SS de Neuengamme devant le tribunal de Hambourg.
Lors du procès, certains prévenus accusèrent l'ancien chef de base du camp de Neuengamme, Arnold Strippel, d'être impliqué dans les meurtres de Bullenhuser Damm. En 1949, Strippel fut jugé pour les meurtres commis au camp de concentration de Buchenwald et condamné à prison à perpétuité. Il fut cependant relâché en 1969, contre une compensation financière.

## Les accusés
| Nom                   | Rang                   | Fonction                                           | Sentence                                 |
| --------------------- | ---------------------- | -------------------------------------------------- | ---------------------------------------- |
| Max Pauly             | SS-Obersturmbannführer | Commandant du camp                                 | Peine de mort, exécuté le 8 octobre 1946 |
| Anton Thumann         | SS-Obersturmführer     | Schutzhaftlagerführer                              | Peine de mort, exécuté le 8 octobre 1946 |
| Bruno Kitt (de)       | SS-Hauptsturmführer    | Sanitätswesen                                      | Peine de mort, exécuté le 8 octobre 1946 |
| Alfred Trzebinski     | SS-Hauptsturmführer    | Standortarzt                                       | Peine de mort, exécuté le 8 octobre 1946 |
| Wilhelm Dreimann (de) | SS-Unterscharführer    | Rapportführer                                      | Peine de mort, exécuté le 8 octobre 1946 |
| Adolf Speck           | SS-Scharführer         | Block- und Kommandoführer                          | Peine de mort, exécuté le 8 octobre 1946 |
| Johann Reese          | SS-Unterscharführer    | Block- und Kommandoführer                          | Peine de mort, exécuté le 8 octobre 1946 |
| Wilhelm Bahr (de)     | SS-Unterscharführer    | Sanitätsdienstgrad                                 | Peine de mort, exécuté le 8 octobre 1946 |
| Andreas Brems         | SS-Unterscharführer    | Blockführer                                        | Peine de mort, exécuté le 8 octobre 1946 |
| Wilhelm Warnke        | SS-Rottenführer        | Blockführer                                        | Peine de mort, exécuté le 8 octobre 1946 |
| Heinrich Ruge         | SS-Unterscharführer    | Blockführer                                        | Peine de mort, exécuté le 8 octobre 1946 |
| Karl Totzauer         | SS-Obersturmführer     | Adjutant und Gerichtsoffizier                      | 20 ans de prison                         |
| Karl Wiedemann        | SS-Obersturmführer     | Kommandeur des Wachbataillons und Stützpunktleiter | 15 ans de prison                         |
| Walter Kümmel         | SS-Unterscharführer    | 2. Rapportführer                                   | 10 ans de prison                         |

Les onze condamnés à mort furent pendus par le bourreau britannique Albert Pierrepoint le 8 octobre 1946 à la prison de Hamelin, en Basse-Saxe, à 45 km au sud-ouest de Hanovre.

## Procédures ultérieures
Plus de 100 procédures se déroulèrent ensuite jusqu'à 1948. Vingt SS de Neuengamme ou de ses Kommandos extérieurs furent condamnés à mort et exécutés, mais beaucoup d'autres échappèrent à la condamnation. Dans les années 1960, d'anciens prisonniers du camp de Neuengamme firent pression pour un mémorial public et une plaque commémorative dans l’enceinte de l'école. Durant cette période, le médecin SS Kurt Heißmeyer fut arrêté en Allemagne de l'Est (RDA) et condamné à la prison à perpétuité. Il mourut en prison en 1967.
Une enquête accusant Arnold Strippel reprit en 1979, après que les proches des victimes aient porté plainte. Finalement, en 1983, il fut accusé de meurtre dans 42 cas différents – les 20 enfants, les quatre aide-soignants des prisonniers et les prisonniers de guerre soviétiques. L'affaire fut suspendue au tribunal régional de Hambourg car la santé de Strippel fut jugée trop fragile pour participer au procès. Il mourut en 1994 à Frankfort.